# Berliner Sommer

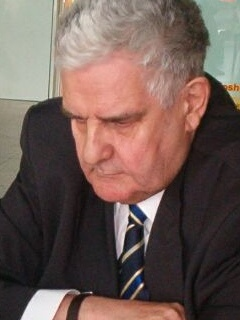
Alfred Seppelt (Organisator), 2004

Der Berliner Sommer war ein Schachturnier, das in den 1980er und 1990er Jahren in Berlin veranstaltet wurde. Das Open war ein Turnier mit größten Teilnehmerzahlen zwischen 480 und 550. Es wurde ursprünglich von Alfred Seppelt 1983 als das Open-Turnier American Summer aus der Taufe gehoben. Der Berliner Sommer, der 1983 als American Summer begann, hatte eine Vielzahl von Sportveranstaltungen umfasst, von denen 1987 nur Schach übrig geblieben war.

## Turniere

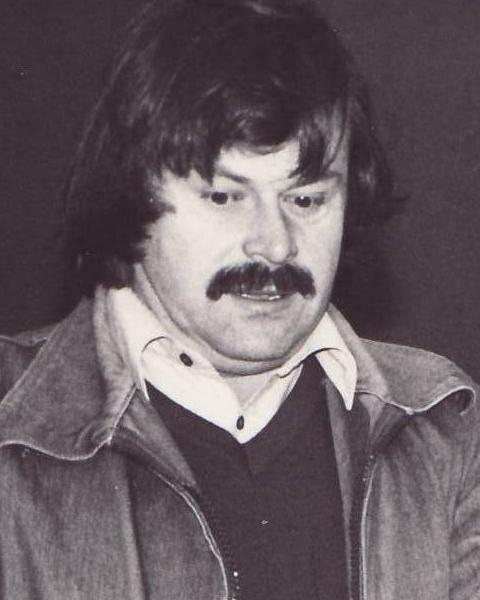
Vlastimil Hort (Sieger 1983)

### 1983
Mit 270 Teilnehmern, darunter 38 Titelträger, war das internationale Schachturnier American Summer 83 das größte Openturnier, das bis dato in Berlin stattfand. Der Endstand nach neun Runden Schweizer System lautete an der Spitze: 1. Vlastimil Hort (8,5 Punkte); 2. bis 4. Gutman, Herzog, Åkesson (7,5 Punkte); 5. bis 10. Șubă, Murey, Mednis, Sigurjónsson, Ghinda und Trepp (7 Punkte).

### 1984
Der zweite Berliner Sommer hatte 432 Teilnehmer. Nach neun Runden lagen Eric Lobron, Krunoslav Hulak und Anatoli Lein mit je 7,5 Punkten vorn. Lobron hatte die bessere Wertung und gewann 5000 DM. Entsprechend wurden auch die Plätze 4 bis 17 entschieden: Murey, Sharif, Smejkal, Grószpéter, Ftáčnik, Inkjow, Kagan, Johansen, Rigo, Minić, Hjorth, Braga, Padewski und Wessendorf. Den Damenpreis gewann Muresan. Bester Senior wurde Lehmann. Auf den Plätzen 18 bis 31 waren unter anderen Jansa, Hort, Gheorghiu und Egon Ditt, der damalige DSB-Vizepräsident.

### 1985
Am Berliner Sommer 1985 nahmen 428 Schachspieler teil. Es gewann Mihai Șubă aus Rumänien vor dem punktgleichen Viktor Kortschnoi mit je 7,5 Punkten.

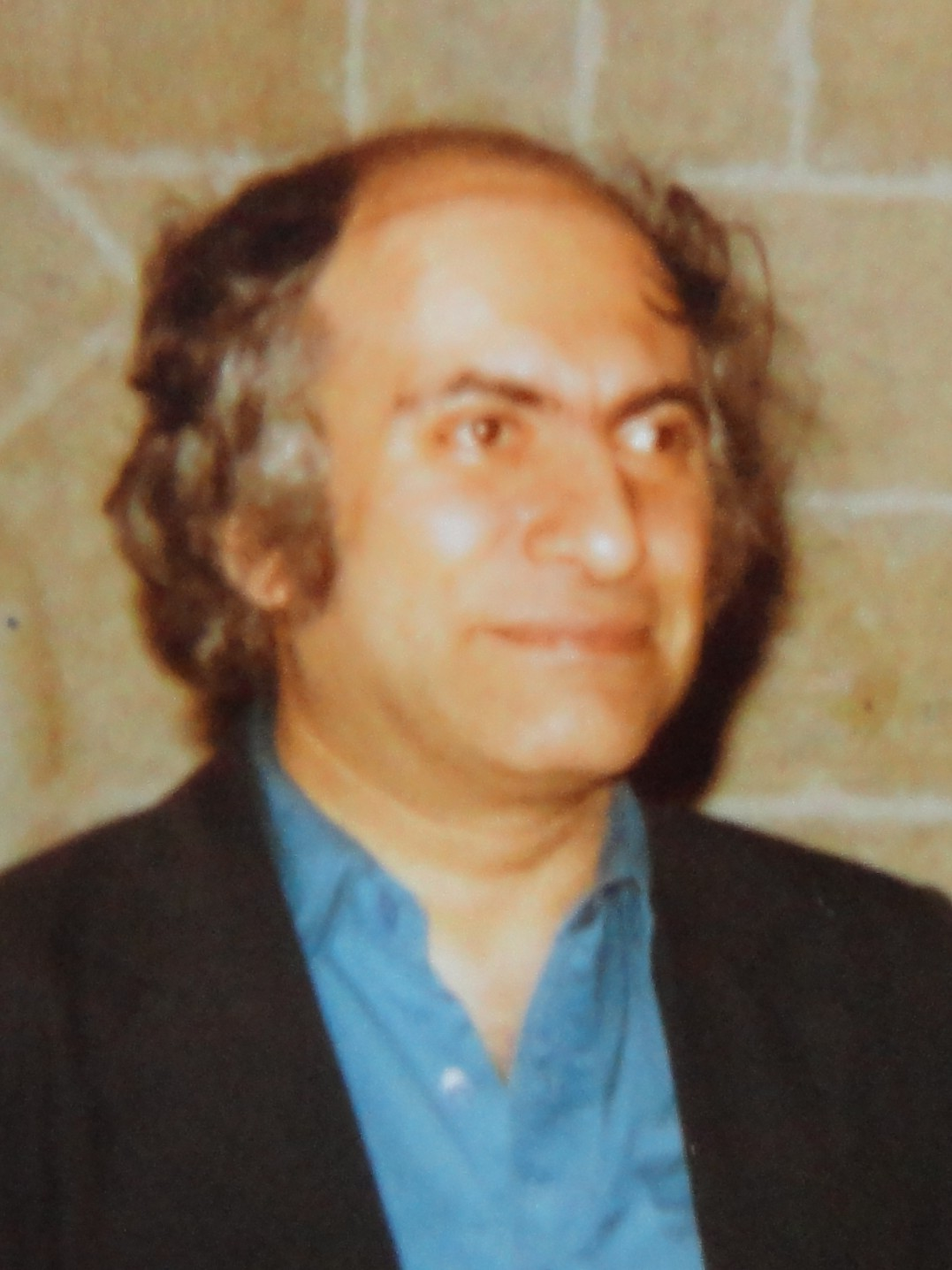
Michail Tal (Sieger 1986)

### 1986
Ex-Weltmeister Mikhail Tal gewann 1986 in Berlin mit 7,5 Punkten punktgleich mit Nathan Birnboim aus Israel und Arild Lauvsnes aus Norwegen. Es waren diesmal 466 Teilnehmer dabei. Jüngster Teilnehmer war der neunjährige Gabriel Schwartzman aus Rumänien. Ian Rogers kommentierte zwei prächtige Partien von Jansa.

### 1987
Der Berliner Sommer endete 1987 mit einer Sensation. Der 20-jährige Gad Rechlis gewann das Turnier. Vom Berliner Sommer, der 1983 als American Summer begann, eine Vielzahl von Sportveranstaltungen umfasste, war 1987 nur Schach übrig geblieben. Auf den Plätzen 2 bis 8 landeten: Kosten, Grószpéter, Kupreitschik, Akesson, Endre Végh, Constantin Ionescu und Béla Lengyel.

### 1988
Ein Turnier der Superlative fand 1988 in Berlin statt. Mehr als 100 Titelträger waren unter den 250 Teilnehmern, mehr als 100 Anmeldungen mussten abgewiesen werden. Am Schluss waren elf Spieler mit je 7 Punkten aus neun Runden an der Spitze. Punkt- und wertungsgleich waren Bogdan Lalic, Juri Balaschow und Anatoli Waisser. Auf den Plätzen vier bis elf folgten Ferdinand Hellers, Florin Gheorghiu, Josef Klinger (erfüllte seine dritte GM-Norm), Lev Gutman, Juri Rasuwajew, Tom Wedberg, Lars Bo Hansen und Marek Hawelko.

### 1989
Zur siebten Auflage des internationalen Opens in Berlin trafen sich 470 Teilnehmer, darunter 138 Titelträger. Nicht nur der Preisfonds (65.000 DM), sondern auch das Flair der geteilten Stadt war ausschlaggebend. Zum ersten Mal nahmen auch Spieler aus der DDR teil. Gawrikow aus der Sowjetunion siegte nach Wertung. Unter acht Spielern wurde diesmal der erste Preis geteilt: Gawrikow, Lukow, Dorfman, Glek, Uwe Bönsch, Rasuwajew, Lucas Brunner und Barejew (je 7 Punkte aus 9 Partien).

### 1990
Wie bereits 1989 konnte auch für 1990 das Hotel Intercontinental für die Veranstaltung gewonnen werden. Unter 546 Teilnehmern war Wjatscheslaw Ejnhorn mit 7,5 Punkten der Beste.

### 1991
Es nahmen 526 Spieler am Berliner Sommer 1991 teil. Das Turnier gewann Ejnhorn punktgleich vor Loek van Wely mit je 7,5 Punkten. Weitere neun Spieler folgten mit je sieben Punkten.

### 1992
Juri Dochojan aus Russland gewann nach Wertung vor weiteren sieben Punktgleichen mit je 7 Punkten aus neun Partien.

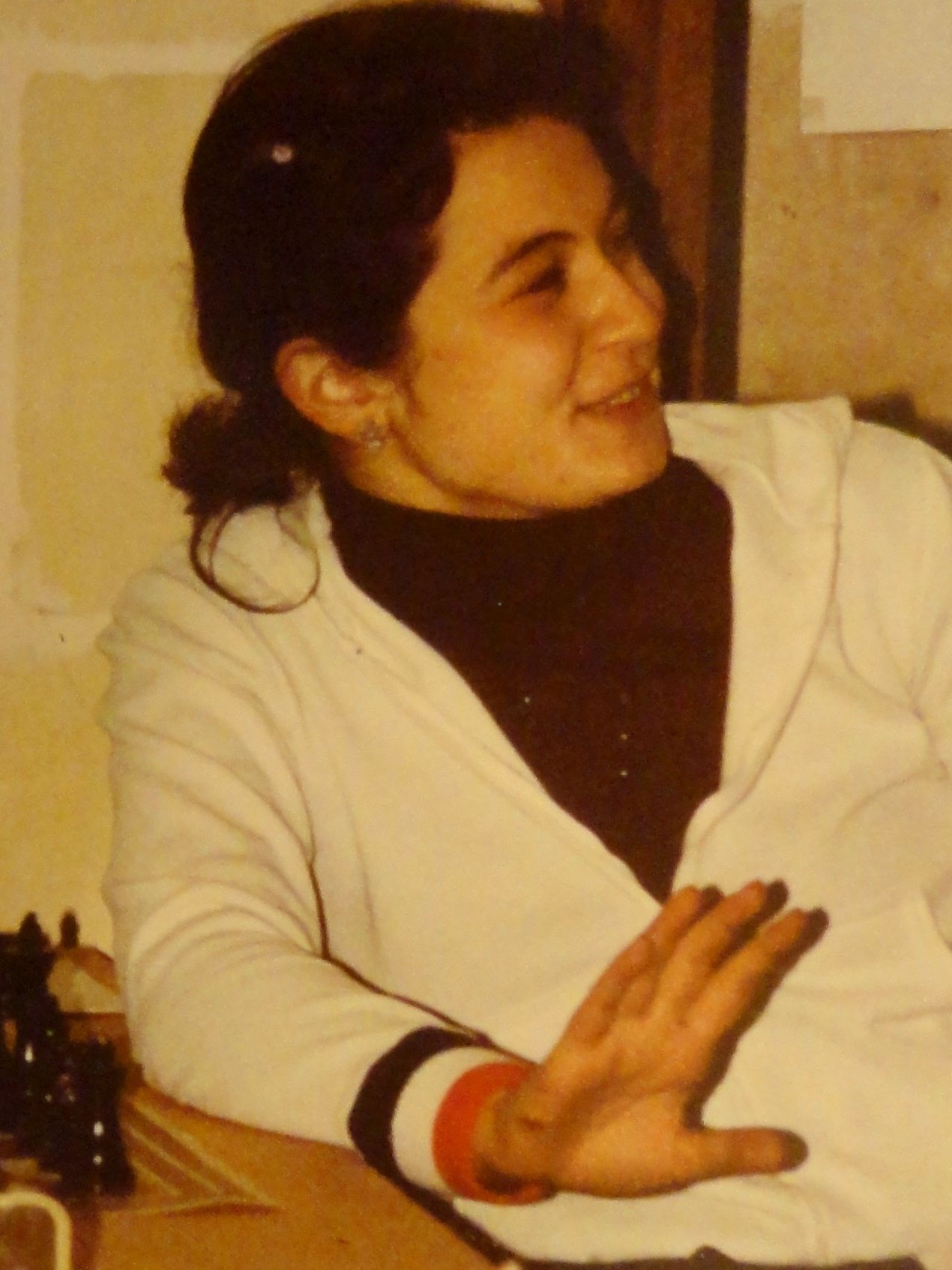
Nana Iosseliani (1980)

### 1993
Am Berliner Sommer 1993 beteiligten sich 494 Spieler im Sport & Kongress Zentrum Hohenschönhausen. Im Jahre 1993 war Nana Iosseliani die prominenteste Spielerin. Das Turnier gewannen Karen Movsesjan (Erster nach Wertung) und Henrik Teske mit je 7,5 Punkten.

### 1994
Bei 466 Teilnehmern gelangten 1994 beim Berliner Sommer acht Spieler punktgleich an die Spitze. Gennadi Kusmin gewann das Turnier. Der Deutsche Matthias Wahls belegte den zweiten Platz.

### 1995
Unter 480 Teilnehmern des Berliner Opens gelangten 1995 vier Spieler punktgleich an die Spitze. Wjatscheslaw Dydyschko (Weißrussland) gewann das Turnier vor Matthias Wahls, Gad Rechlis und Jonny Hector.

### 1996
Am drittletzten Berliner Sommer 1996 nahmen 488 Spieler teil. Es erreichten vier Spieler punktgleich mit je 7,5 Punkten die Spitze: Akopjan, Schipow, Surab Sturua und Timoschenko. Turnierorganisator Seppelt versprach, dass es auch 1997 ein Berliner Sommer unter seiner Regie geben wird. „Die 15. Auflage steigt vom 9. bis 17. August 1997!“.

### 1997
Am vorletzten „Sommer“, wie von Alfred Seppelt angekündigt, nahmen 542 Spieler teil. Dies war der 15. Berliner Sommer. Es erreichten vier Spieler punktgleich mit je 7,5 Punkten die Spitze. Jurij Kruppa (Ukraine) gewann das Turnier vor Stanislaw Sawtschenko (Ukraine), Kostjantyn Lerner (Ukraine) und Vladimir Chuchelov (Belgien).

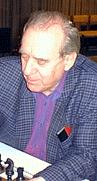
Werner Reichenbach (1999)

### 1998
Der endgültig letzte Berliner Sommer fand 1998 statt. Am letzten Berliner Sommer nahmen noch 430 Schachspieler teil. Der Vorsitzende des Berliner Schachverbandes, Alfred Seppelt, auf dessen Schultern der größte Teil der Organisationsarbeit lag, zog sich aus Altersgründen zurück. Dem 62-jährigen Berliner Werner Reichenbach gelang ein Kleinod gegen den ukrainischen Großmeister Gennadi Kusmin. Das eigentliche Problem sind fehlende Sponsoren und geeignete Hotels. Mit je 7,5 Punkten befanden sich Jonathan Parker (England) und L. Michaletz aus der Ukraine am Schluss an der Spitze.